# Pita Nacuva
Pita Kewa Nacuva, né le 17 novembre 1943 dans le village de Korotogo sur l'île de Viti Levu, est un diplomate, joueur de rugby à XV et de volleyball, et homme politique fidjien.

## Biographie

### Jeunesse et carrière sportive
Il est scolarisé dans une école méthodiste à Suva, dans ce qui est alors la colonie britannique des Fidji. Adolescent, il est sélectionné dans l'équipe nationale fidjienne des moins de 18 ans en rugby à XV, et participe à une tournée aux Tonga et aux Samoa. Il obtient une licence de géographie urbaine à l'université Victoria de Wellington tout en poursuivant sa carrière de sportif de haut niveau en rugby et en volleyball à la fois. De retour aux Fidji nouvellement indépendantes en 1970, il est employé dans l'administration nationale pour la planification urbaine. Il participe à la création d'une politique générale du tourisme aux Fidji,,,.
Il devient capitaine à la fois de l'équipe des Fidji de rugby à XV et de l'équipe des Fidji de volley-ball,.

### Ambassadeur puis ministre
De 1992 à 1997, il est l'ambassadeur des Fidji aux États-Unis, accrédité également au Mexique. De retour aux Fidji, il se voit proposer un poste au gouvernement par intérim qui doit mener le pays à de nouvelles élections après le coup d'État paramilitaire de l'an 2000. George Speight, l'auteur du coup d'État, prône la suprématie politique de la population autochtone sur la minorité ethnique indo-fidjienne, et le gouvernement provisoire sera un gouvernement nationaliste autochtone. Pita Nacuva accepte, et devient en juillet 2000 ministre de la Santé dans le cabinet mené par Laisenia Qarase. Il est un membre fondateur du parti Soqosoqo Duavata ni Lewenivanua (« Parti des Fidji unies »), parti politique autochtone de la droite conservatrice et nationaliste,,,,.
Le parti remporte les élections législatives de 2001. Pita Nacuva y remporte la circonscription ethnique autochtone de Nadroga-Navosa et devient ainsi député à la Chambre des représentants. Laisenia Qarase demeure Premier ministre et le reconduit au ministère de la Santé. En 2002, alors qu'il participe à ce titre à une conférence internationale de l'Organisation mondiale de la Santé à Genève, sa fille Marica, l'une de ses trois enfants, se suicide à l'âge de 19 ans. Peu après, lors d'un remaniement ministériel, il est fait ministre du Tourisme,,.

### Président de la Chambre des représentants
Il n'est pas sélectionné comme candidat du SDL dans sa circonscription pour les élections de 2006, et se présente sans succès dans la circonscription ouverte (non-ethnique) de Samabula-Tamavua, que la candidate travailliste Monica Raghwan (en) ravit au SDL. N'étant plus député, il perd également son poste ministériel. Son parti le choisit néanmoins comme candidat à la présidence de la Chambre des représentants ; la constitution de 1997 prévoit que le président de la Chambre doive être choisi par mais non parmi les députés. Sa candidature étant secondée par Bernadette Ganilau, députée du Parti des peuples unis et vice-cheffe de l'opposition parlementaire, il est élu par consensus. Le député Niko Nawaikula (en), également du SDL, est son vice-président,,.
Il n'exerce cette fonction que six mois : Le contre-amiral Frank Bainimarama de la Marine fidjienne accuse le gouvernement Qarase de discriminations à l'encontre de la minorité indo-fidjienne et d'attiser les tensions inter-ethniques, et le renverse par un coup d'État militaire en décembre. Le Parlement est suspendu, et la Chambre des représentants sera à terme abrogée, remplacée par un nouveau Parlement à chambre unique. Pita Nacuva continue publiquement de se considérer comme le président légitime de la Chambre, et refuse pour cette raison de se présenter aux élections législatives de 2014 qui restaurent la démocratie. À partir de 2015, il s'exprime publiquement à plusieurs reprises, relatant la mort de sa fille pour appuyer les services d'aide à la prévention du suicide,,.